# SPARCstation ZX
SPARCstation ZX — рабочая станция, производимая Sun Microsystems с августа 1993 по март 1994 года в рамках серии SPARCstation. Изначально цена составляла $20 тыс.
SPARCstation ZX была идентична рабочей станции SPARCstation LX, но имела дополнительно ускоренный 3D-фреймбуфер Sun ZX (также известный как LEO). Это двойная плата SBus, работающая с 24-битными цветами с производительностью 750 тыс. трёхмерных векторов в секунду.